# 中央大戲院
中央大戏院（Palace Theatre），是上海市在中華民國時期的一座電影院，前身是開業於1923年的申江大戲院。 1949年後，中央大戲院實施公私合營，並曾更名為革命劇場、北海劇場、茉莉花剧场。